# Ctenotus xenopleura
Ctenotus xenopleura (широкосмугий гребневухий сцинк) — вид сцинкоподібних ящірок родини сцинкових (Scincidae). Ендемік Австралії.

## Поширення й екологія
Широкосмугі гребневухі сцинки мешкають у пустельних районах на півдні Західної Австралії. Вони живуть на сухих спініфексових луках та на пустищах маллі.